# Ella z Deiry
Ella (Ælla, Aella, Ille; data urodzenia nieznana; zm. 588) – pierwszy znany król anglosaskiej Deiry.
W źródłach dostępne są dwie wersje drzewa genealogicznego Elli:
- Arcybiskup Canterbury Matthew Parker wywodzi ród władców Elli od germańskiego boga Wodena, którego synem miał być legendarny Wecta, przodek również władców Kentu.
- W Historii Brittonum dostępna jest genealogia sięgająca do Saemila, który miał być "pierwszym, który oderwał Deira od Bernicji", co, zdaniem historyków, oznaczać mogło, że wyrwał Deirę spod władzy Brytów.

Kronika anglosaska podaje, iż Ella został królem Deiry i 560 roku i rządził 30 lat. Jednak w późniejszych zapisach jest nieścisłość, gdyż pojawia się informacja o śmierci Elli w 588 roku, czyli po 29 latach rządów.
Wśród dzieci Elli był przyszły król połączonych unią Deiry i Bernicji, Edwin. Z kolei córka Elli, Acha, została żoną Etelfryda z Bernicji.